# Movimento per la riforma dell'organo

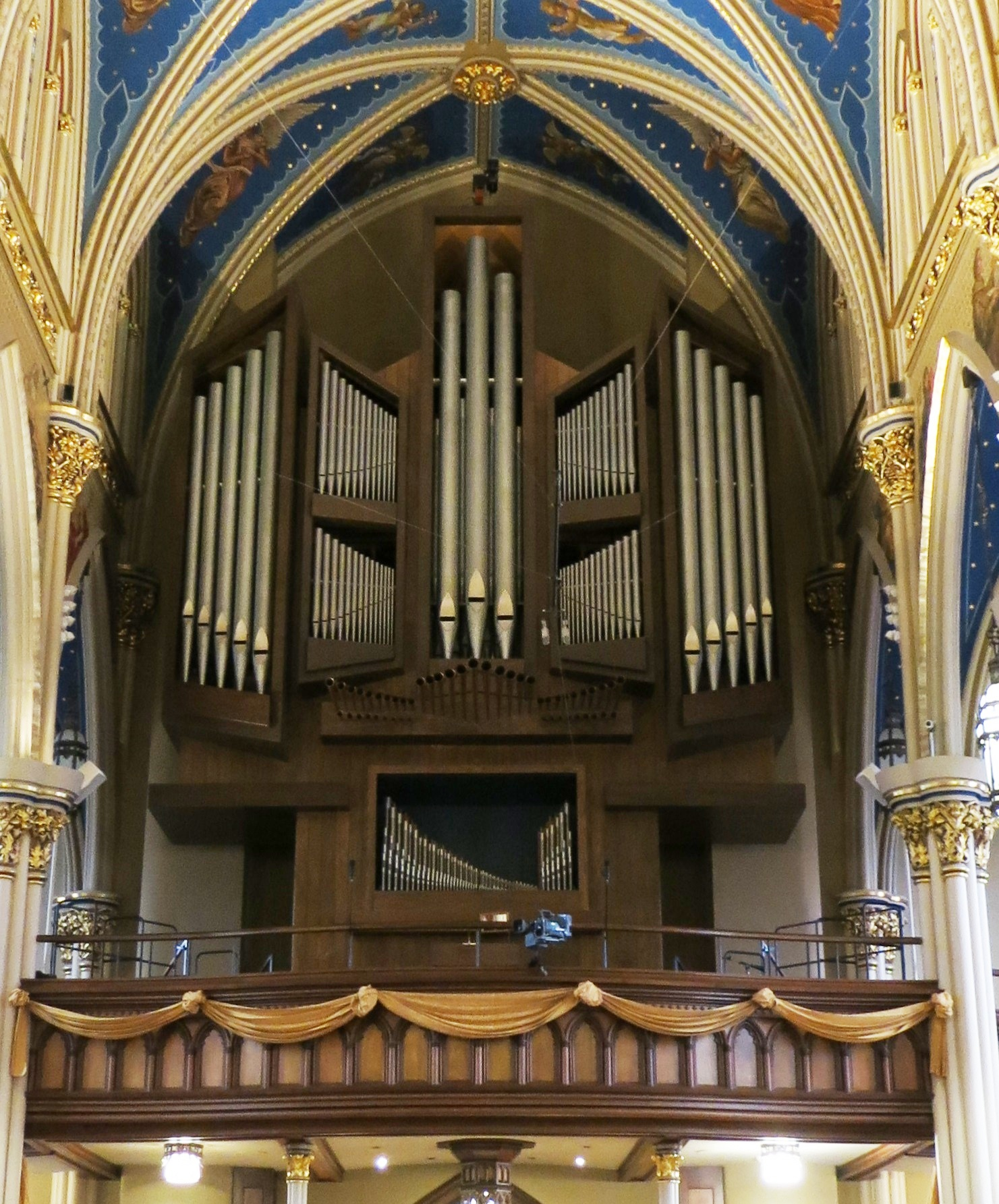
Organo Holtkamp n. 1.939 (1978–2015) all'Università di Notre Dame

Il Movimento per la riforma dell'organo o Orgelbewegung (anche chiamato Organ Revival Movement) fu una tendenza della metà del XX secolo nella costruzione di organi a canne, originaria della Germania. Il movimento fu più influente negli Stati Uniti negli anni '30 -'70 e iniziò a scemare negli anni '80. Nacque con un interesse precoce per le esecuzioni storiche e fu fortemente influenzato dalla difesa da parte Albert Schweitzer degli strumenti storici di Gottfried Silbermann ed altri, nonché dall'opinione di Schweitzer secondo cui gli organi dovevano essere giudicati principalmente dalla loro capacità di eseguire con chiarezza la musica polifonica barocca di J.S. Bach (1685–1750). L'organista e concertista E. Power Biggs è stato uno dei principali divulgatori del movimento negli Stati Uniti, grazie alle sue numerose registrazioni e trasmissioni radiofoniche. Alla fine il movimento andò oltre la copia "neo-barocca" di strumenti antichi per sostenere una nuova filosofia di costruzione degli organi, "più neo che barocca". Il movimento sorse in risposta agli eccessi percepiti nella costruzione di organi sinfonici, ma alla fine gli organi sinfonici riacquistarono popolarità dopo che il movimento di riforma generò eccessi propri.

## Caratteristiche
Il Movimento per la riforma dell'organo ha cercato di allontanarsi da molti degli eccessi percepiti nella costruzione e nel repertorio degli organi romantici o sinfonici, a favore di organi considerati più simili a quelli dell'era barocca nella Germania settentrionale, in particolare quelli costruiti da Arp Schnitger. Ciò prese la forma di uno stile "verticale" di registrazione in cui gli insiemi erano idealmente costruiti senza che nessun suono fosse raddoppiato nella stessa ottava e quindi erano coronati da miscele di registri acuti. Il movimento approvò il cosiddetto Werkprinzip, in cui ogni divisione della canna dello strumento si basava su un grado della scala principale di un'ottava diversa.
Gli intonatori ricercavano una pronuncia chiara per le canne, caratterizzata da un marcato transitorio d'attacco all'inizio di ogni nota, ed evitavano l'impiego di denti nell'anima della canna, erroneamente attribuiti a periodi successivi al barocco. Furono ripristinate le basse pressioni del vento. Vennero tendenzialmente abbandonate le pedaliere concavo-radiali in favore di quelle piane-parallele.
Le tendenze nell'architettura e nell'acustica della metà del XX secolo minarono il movimento per riforma degli organi in Nord America. Particolarmente problematiche erano le installazioni di moquette e materiali morbidi nelle nuove costruzioni e ristrutturazioni. Inoltre l'architettura moderna della metà del secolo spesso prevedeva soffitti ribassati. William Barnes aveva un grande frustrazione per queste tendenze e le loro conseguenze, tra cui la perdita delle frequenze più alte di timbro e riverbero. Quindi molti registri fondamentali diventarono opachi e il riverbero necessario per propagare un suono gradevole si perse in alcuni organi. Di conseguenza alcuni organi a canne di questo periodo non sono riusciti a raggiungere la qualità dei loro antecedenti europei.
In Europa il movimento era imprescindibilmente collegato all'azione del sistema di trasmissione (strumenti meccanici). In Nord America ciò era meno importante e molti strumenti statunitensi e canadesi caratteristici del movimento di riforma dell'organo avevano una trasmissione elettropneumatica o elettrica diretta.
Alcuni dei principali costruttori di organi in questo Movimento sono stati:
- (in Nordeuropa) Rudolf von Beckerath, Dirk Andries Flentrop, Frobenius Orgelbyggeri, Marcussen & Søn;
- (in Nordamerica) G. Donald Harrison, Holtkamp Organ Company, Lawrence Phelps, C.B. Fisk, Schlicker Organ Company.[6] Wicks Organ Company, noti per il loro uso della trasmissione elettrica diretta, costruirono quasi la metà dei loro organi durante questo periodo.

## Critiche

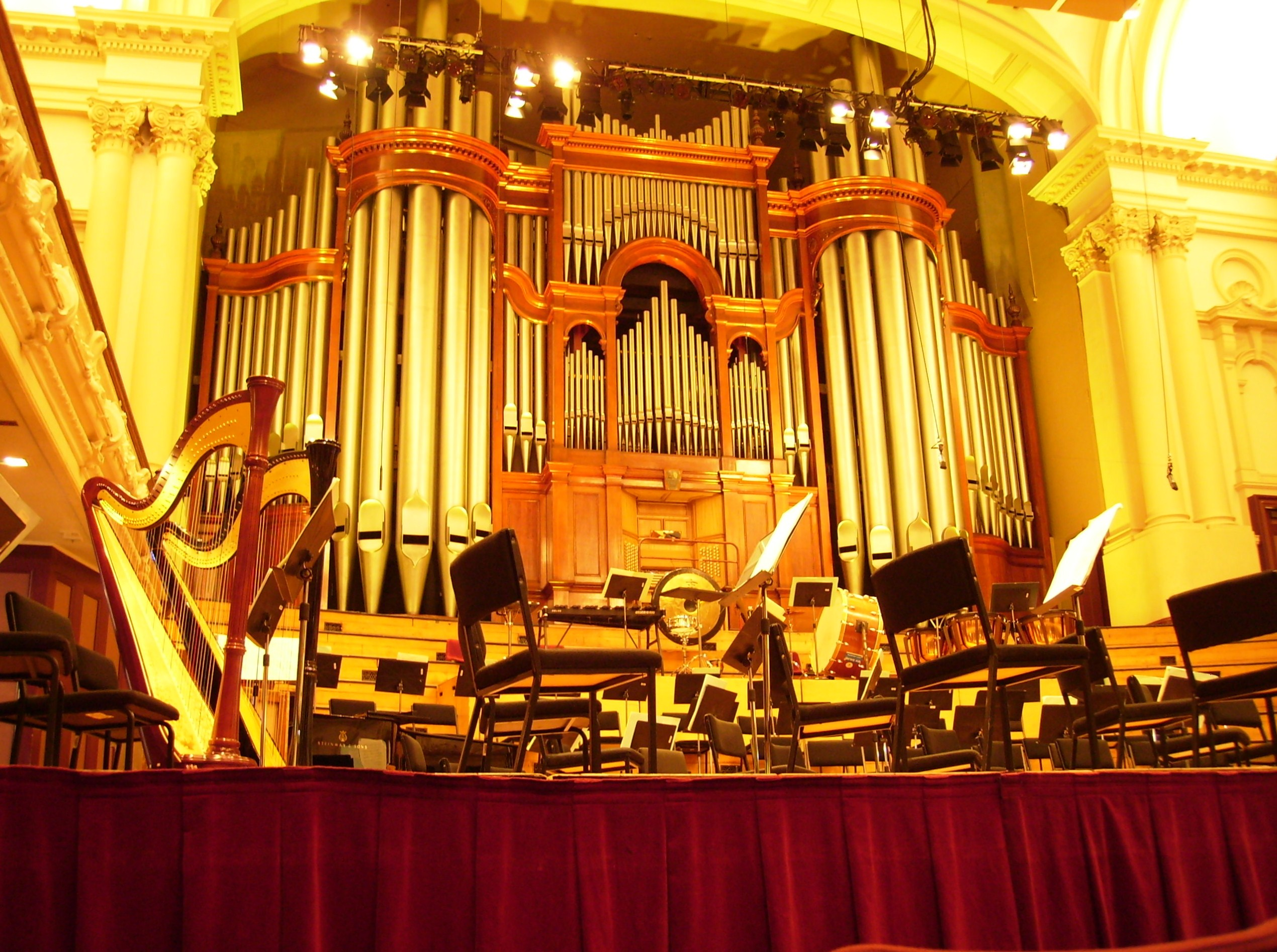
L'organo dopo il restauro nel 2010

Una critica comune al movimento di riforma dell'organo è che i suoi principi sono stati spesso estremi e sono diventati più dogmatici che musicali, rovinando al contempo molti organi sinfonici e deludendo molti ascoltatori. Alcune delle modifiche che il movimento ha eseguito su strumenti di pre-movimento sono state eliminate per supportare una gamma più ampia del repertorio, come ad esempio gli organi a canne del Municipio di Auckland, la Princeton University Chapel e la Rockefeller Chapel di Chicago.
Nonostante questi ripristini, alcuni di questi strumenti della Riforma sopravvivono. Un esempio importante è il capolavoro "moderatamente riformato" di G. Donald Harrison nella Cattedrale di San Giovanni il Divino, (Chiesa episcopale), di New York, recentemente rinnovato da Quimby Pipe Organs.